# 33e parallèle sud
Pour les articles homonymes, voir 33e parallèle.
En géographie, le 33e parallèle sud est le parallèle joignant les points de la surface de la Terre dont la latitude est égale à 33° sud

## Géographie

### Dimensions
Dans le système géodésique WGS 84, au niveau de 33° de latitude sud, un degré de longitude équivaut à 93,453 km ; la longueur totale du parallèle est donc de 33 643 km, soit environ 84 % de celle de l'équateur. Il en est distant de 3 653 km et du pôle Sud de 6 349 km,.

### Régions traversées
Le 33e parallèle sud passe au-dessus des océans sur environ 85 % de sa longueur. Il traverse également l'Afrique du Sud, l'Australie, le Chili, l'Argentine, l'Uruguay et le Brésil.
Le tableau ci-dessous résume les différentes zones traversées par le parallèle, d'ouest en est :
| Zone                         | Début                 | Fin                   | Longueur (km) |
| ---------------------------- | --------------------- | --------------------- | ------------- |
| Océan Atlantique             | 33° 00′ S, 52° 34′ O  | 33° 00′ S, 17° 53′ E  | 6 584         |
| Afrique                      | 33° 00′ S, 17° 53′ E  | 33° 00′ S, 27° 57′ E  | 941           |
| Océan Indien                 | 33° 00′ S, 27° 57′ E  | 33° 00′ S, 115° 41′ E | 8 199         |
| Australie                    | 33° 00′ S, 115° 41′ E | 33° 00′ S, 124° 16′ E | 802           |
| Grande baie australienne     | 33° 00′ S, 124° 16′ E | 33° 00′ S, 134° 12′ E | 928           |
| Australie (péninsule d'Eyre) | 33° 00′ S, 134° 12′ E | 33° 00′ S, 137° 36′ E | 318           |
| Golfe Spencer                | 33° 00′ S, 137° 36′ E | 33° 00′ S, 137° 57′ E | 33            |
| Australie                    | 33° 00′ S, 137° 57′ E | 33° 00′ S, 151° 44′ E | 1 288         |
| Océan Pacifique              | 33° 00′ S, 151° 44′ E | 33° 00′ S, 71° 34′ O  | 12 775        |
| Amérique                     | 33° 00′ S, 71° 34′ O  | 33° 00′ S, 52° 34′ O  | 1 776         |

## Villes
Les principales villes situées à moins d'un demi-degré de part et d'autre du parallèle sont :
- Afrique du Sud : East London
- Argentine : Mendoza, Rosario
- Australie : Perth
- Chili : Quilpué, Santiago du Chili, Valparaíso